# Saint-Pierre-la-Rivière
Saint-Pierre-la-Rivière és un municipi francès situat al departament de l'Orne i a la regió de Normandia. L'any 2007 tenia 171 habitants.

## Demografia

### Població
El 2007 la població de fet de Saint-Pierre-la-Rivière era de 171 persones. Hi havia 68 famílies de les quals 16 eren unipersonals (8 homes vivint sols i 8 dones vivint soles), 32 parelles sense fills i 20 parelles amb fills.
La població ha evolucionat segons el següent gràfic:
Habitants censats

### Habitatges
El 2007 hi havia 96 habitatges, 67 eren l'habitatge principal de la família, 23 eren segones residències i 6 estaven desocupats. Tots els 96 habitatges eren cases. Dels 67 habitatges principals, 57 estaven ocupats pels seus propietaris, 10 estaven llogats i ocupats pels llogaters i 1 estava cedit a títol gratuït; 2 tenien dues cambres, 9 en tenien tres, 13 en tenien quatre i 44 en tenien cinc o més. 48 habitatges disposaven pel capbaix d'una plaça de pàrquing. A 35 habitatges hi havia un automòbil i a 27 n'hi havia dos o més.

### Piràmide de població
La piràmide de població per edats i sexe el 2009 era:
| Homes | Edats   | Dones |
| ----- | ------- | ----- |
| 0     | 95 o +  | 0     |
| 0     | 90 a 94 | 0     |
| 4     | 85 a 89 | 4     |
| 0     | 80 a 84 | 0     |
| 0     | 75 a 79 | 4     |
| 0     | 70 a 74 | 0     |
| 4     | 65 a 69 | 0     |
| 16    | 60 a 64 | 8     |
| 4     | 55 a 59 | 4     |
| 4     | 50 a 54 | 12    |
| 4     | 45 a 49 | 8     |
| 4     | 40 a 44 | 4     |
| 8     | 35 a 39 | 4     |
| 8     | 30 a 34 | 8     |
| 8     | 25 a 29 | 4     |
| 8     | 20 a 24 | 0     |
| 8     | 15 a 19 | 4     |
| 8     | 10 a 14 | 0     |
| 12    | 5 a 9   | 4     |
| 0     | 0 a 4   | 8     |

## Economia
El 2007 la població en edat de treballar era de 101 persones, 68 eren actives i 33 eren inactives. De les 68 persones actives 63 estaven ocupades (31 homes i 32 dones) i 5 estaven aturades (3 homes i 2 dones). De les 33 persones inactives 11 estaven jubilades, 5 estaven estudiant i 17 estaven classificades com a «altres inactius».

### Ingressos
El 2009 a Saint-Pierre-la-Rivière hi havia 64 unitats fiscals que integraven 155 persones, la mediana anual d'ingressos fiscals per persona era de 13.342 €.

### Activitats econòmiques
Dels 9 establiments que hi havia el 2007, 1 era d'una empresa extractiva, 1 d'una empresa de fabricació d'altres productes industrials, 4 d'empreses de construcció, 1 d'una empresa d'hostatgeria i restauració, 1 d'una empresa immobiliària i 1 d'una empresa de serveis.
Dels 5 establiments de servei als particulars que hi havia el 2009, 2 eren paletes, 1 guixaire pintor, 1 electricista i 1 restaurant.
L'any 2000 a Saint-Pierre-la-Rivière hi havia 17 explotacions agrícoles que ocupaven un total de 720 hectàrees.

## Poblacions més properes
El següent diagrama mostra les poblacions més properes.